# Racing Besançon
Racing Besançon is een Franse voetbalclub uit de Franse stad Besançon. De club was van 1945 tot 1987 en van 2003 tot 2005 een profclub. De club speelde nooit in de hoogste klasse, maar wel meer dan veertig jaar in de tweede klasse.

## Geschiedenis
De club werd in 1904 opgericht als Racing Club Franc-Comtois de Besançon en behield deze naam tot 1987. In 1936 werd het Stade Vélodrome gebouwd dat plaats bood aan 18.000 toeschouwers. In 1939 werd de club kampioen van Franche-Comté. Na de Tweede Wereldoorlog nam de club het profstatuut aan en ging in de tweede klasse spelen, waar het de volgende 41 seizoenen zou verblijven. In 1951 eindigde de club voor het eerst in de top vijf met een vierde plaats. Twee jaar later werd de club vijfde, maar zakte vervolgens weg in de middenmoot, met af en toe een toptiennotering. Pas in 1978 liet de club opnieuw stof opwaaien door tweede te worden achter SC Angers. Ook de volgende drie seizoenen was de club niet uit de top vijf weg te branden, maar herviel dan weer in het oude middenmoot-patroon. In 1986 werd de club veertiende en ging dat jaar failliet.
De club werd in 1987 heropgericht als Besançàn Racing Club en speelde meer dan tien jaar in amateurreeksen. In 1999 werd de club groepskampioen in de CFA (vierde klasse) en promoveerde met algemeen kampioen Clermont Foot Auvergne naar de Championnat National. Na drie rustige seizoenen werd de club in 2003 met twee punten voorsprong op Angers SCO kampioen en keerde na zeventien jaar afwezigheid terug naar de tweede klasse en nam opnieuw het profstatuut aan. Na één seizoen werd de club achter terug naar de National verwezen. Ook het volgende seizoen eindigde met een degradatie en Besançon werd wederom een amateurclub en kampte weer met financiële problemen. Na een middelmatig seizoen werd de club in 2007 en 2008 vicekampioen. In 2009 werd de club kampioen maar kreeg geen licentie voor de derde klasse en moest zelfs een klasse degraderen. De degradatie werd later herroepen waardoor de CFA A in 2009/10 19 clubs telt in plaats van 18. In het seizoen 2010/11 werd Beançon kampioen in de CFA B en promoveerde naar de Championnat National. Na één seizoen degradeerde de club en ging daarbij ook nog eens failliet en moest naar de Division Honneur. De club begon opnieuw onder de naam Racing Besançon en promoveerde in 2014 naar de CFA 2. 

## Erelijst
- Kampioen divisie 3

2003

## Bekende (ex-)spelers
- Laurent Agouazi
- Lionel Cappone
- Kamel Chafni
- Jean-Jacques Domoraud
- Bernard Lama
- Arnaud Maire
- Rudi Strittich
- Ryszard Tarasiewicz